# Pikalj
Pikalj (cyr. Пикаљ) – wieś w Czarnogórze, w gminie Tuzi. W 2011 roku liczyła 54 mieszkańców.